# شیمازو تاداتاکه
شیمازو تاداتاکه (به ژاپنی: 島津忠剛) ; ۲۷ مارس ۱۸۰۶ – ۲۵ مارس ۱۸۵۴)، هفتمین پسر شیمازو نارینوبو، رهبر خاندان شیمازو بود. وی به فرزندخواندگی رهبر خاندان ایماایزومی، یک شعبه از خاندان شیمازو، دایمیو از اهالی قلمروی ساتسوما در ژاپن درآمد و پس از وی رهبر این شعبه از خاندان شیمازو شد. وی پدر تنشو-این همسرِ اصلی شوگون سیزدهم توکوگاوا ایه‌سادا بود. تنشو-این ابتدا به فرزندخواندگی شیمازو ناری‌آکیرا رهبر خاندان شیمازو و سپس به فرزندخواندگی کونوئه تاداهیرو درآمد.